# Olena Schewtschenko

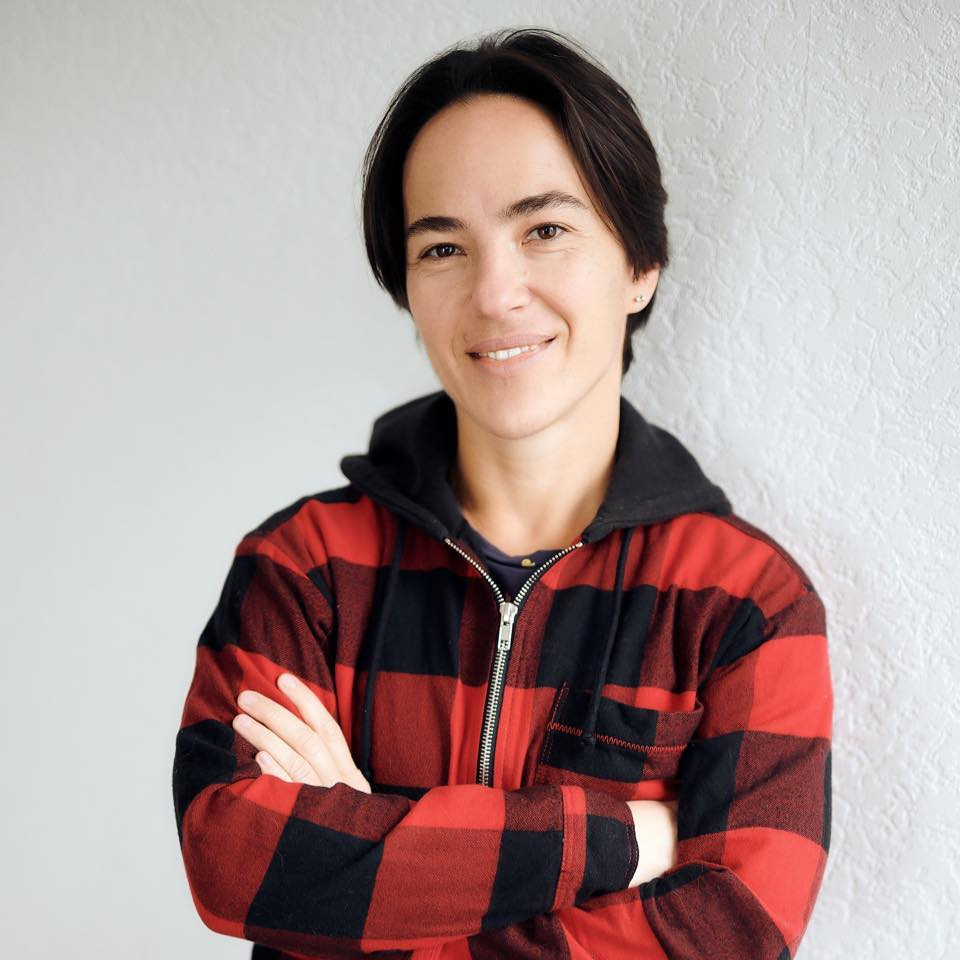
Olena Schewtschenko (2021)

Olena Olehiwna Schewtschenko (ukrainisch Олена Олегівна Шевченко; geboren am 13. Mai 1982 in Kiew) ist eine ukrainische Menschenrechtsaktivistin, deren Schwerpunkte LGBT-Rechte und Frauenrechte sind. Sie ist Leiterin von Insight, einer öffentlichen Organisation, die national und international seit 2008 aktiv ist. 2021 wurde sie von der niederländischen Regierung mit dem Human Rights Tulip prize ausgezeichnet.

## Leben
Olena Schewtschenko hat vier Jahre lang als Dozentin an der Nationalen Pädagogischen Universität in Kiew gearbeitet. Bevor sie Insight gründete, arbeitete Schewtschenko drei Jahre lang ehrenamtlich in einer feministisch-lesbischen Organisation. Sie ist die Leiterin der Nichtregierungsorganisation (NGO) Insight, die sie zusammen mit Freunden im Jahr 2008 mitbegründet hat. Insight ist eine Interessenvertretung auf nationaler und internationaler Ebene geworden.
Im Jahr 2010 wurde Olena in den Vorstand von IGLYO (Internationale LGBT-Jugendorganisation) gewählt und 2012 wurde sie zur Ko-Vorsitzenden des LGBT Council of Ukraine gewählt, eines gesamtukrainischen Dachverbandes, in dem sie auch die Ausschüsse für Interessenvertretung und Öffentlichkeitsarbeit leitete. Sie hat zwei Forschungsarbeiten über die Situation von LGBT-Familien in der Ukraine und die Situation der Rechte von trans Menschen veröffentlicht. Im Jahr 2014 wurde sie Autorin des Buches ABC über LGBT-Rechte.

## Wirken

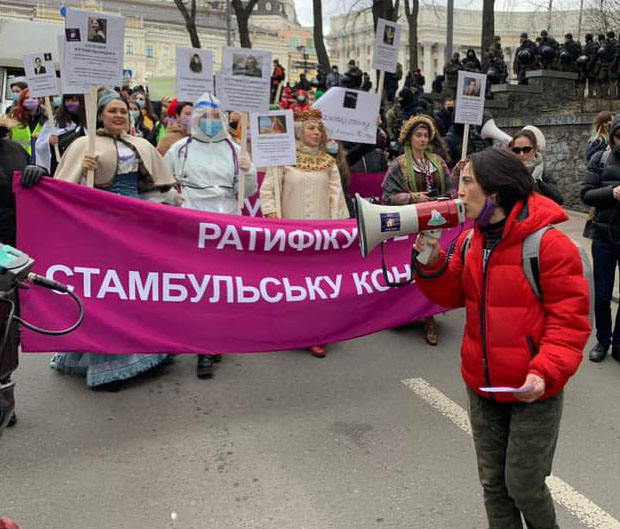
Olena Schewtschenko auf dem Frauenmarsch in Kiew 2021

Als Leiterin der Organisation Insight koordiniert Olena Schewtschenko die Arbeit im Kampf gegen den Missbrauch von LGBTI-Personen und engagiert sich für eine offene und demokratische Ukraine, in der Vielfalt geschätzt wird. Ein Schwerpunkt ist die Änderung der Gesetzgebung und die Schaffung von sichtbaren Vorbildern für alle, die sich noch nicht trauen, offen zu ihrer sexuellen Identität zu stehen. Insight übernimmt auch die Dokumentation von Angriffen durch rechtsgerichtete Bewegungen, setzt sich für die Änderung von Gesetzen zur Verhinderung von Zwangssterilisationen von Transpersonen und für die Durchführung von Schulungen für Ärzte, Psychologen und die Polizei ein. Sie organisieren auch Kulturfestivals, Filmvorführungen und Ausstellungen.
Insight hat einen Bericht erstellt, der die Gewalt rechtsextremer Bewegungen in den Jahren 2018 und 2019 dokumentiert und zeigt, wie Politiker und die Polizei die Angriffe zugelassen haben. In dem Bericht wird heftig kritisiert, dass ein staatlich gefördertes Programm Projekte finanzierte, die darauf abzielten, den ukrainischen Patriotismus zu entwickeln, und dadurch dazu beitrugen, dass die rechtsextremen Bewegungen gestärkt wurden.
Schewtschenko berichtete international über die ständigen Drohungen gegen sie und andere Menschenrechtsverteidiger sowohl online als auch offline. Veranstaltungen zur Unterstützung der LGBTIQ-Gemeinschaft in der Ukraine sowie Frauenrechtskundgebungen sind zur Zielscheibe rechtsextremer Gruppen in der Ukraine geworden. Schewtschenko wird seit langem von Hassgruppen bedroht, weil sie sich für die Verbesserung der Menschenrechte von LGBTIQ-Personen in der Ukraine einsetzt und sich für die Rechte der Frauen engagiert.
Olena Schewtschenko ist seit 2017 Teilnehmende an dem Sicherheitsprogramm „Natalia-Projekt“. „Mein Leben ist meine beste Motivation. Ich kämpfe für Freiheit und Glück für mich als Lesbe und Feministin und für meine Freunde aus der LGBTQI-Familie“. Das Natalia-Projekt ist ein Sicherheitsalarm- und Ortungssystem für gefährdete Menschenrechtsverteidiger. Es sendet ein Notsignal mit dem genauen GPS-Standort an die Zentrale von Civil Rights Defenders in Stockholm und innerhalb kurzer Zeit nach dem Angriff wird das Signal auch an die weltweiten Social-Media-Plattformen gesendet, so dass Menschen überall sofort aktiv werden können, um schnell zu handeln. Möglicherweise kann dieses System, laut Aussage von Civil Rights Defenders, über Leben und Tod entscheiden.
Im Jahr 2018 wurde Olena Schewtschenko nach einer Demonstration zum Internationalen Frauentag am 8. März strafrechtlich verfolgt. Die Demonstration für Frauenrechte in Kiew wurde von 200 Rechtsradikalen angegriffen, die mit Stöcken und Tränengas bewaffnet waren. Sieben Menschen wurden bei dem Angriff verletzt, und in den sozialen Medien begann eine gegen Schewtschenko gerichtete Hasskampagne der „Nationalen Druschina“, einer gut organisierten Gruppe ukrainischer Rechtsextremisten. Die Gruppe forderte ihre Anhänger auf, Schewtschenko ins Visier zu nehmen, und erstattete Anzeige gegen sie wegen „Verstoßes gegen das Verfahren zur Durchführung friedlicher Versammlungen“. Konkretes Motiv für die Anzeige war ein Transparent, das auf der Veranstaltung gezeigt worden war. Während des anschließenden Prozesses gegen Schewtschenko kamen zahlreiche Rechtsradikale zum Gericht, sodass die erste Anhörung aus Sicherheitsgründen abgesagt werden musste. Schewtschenko musste einen privaten Sicherheitsdienst beauftragen, um ihre Sicherheit beim Verlassen des Gebäudes zu gewährleisten. Die Anklage gegen sie wurde später fallen gelassen. Das Transparent zeigte eine nackte Frau, die mit verschiedenen Formen der Unterdrückung konfrontiert ist: Häusliche Gewalt, Menschenhandel, religiöser Radikalismus und Rechtsradikalismus. Die Symbole, die diese Probleme darstellen, sind ein Kleiderbügel, eine Münze, ein Seil, ein Kreuz und ein Symbol der „Nationalen Druschina“. Letzteres ähnelt dem Wappen der Ukraine. Schewtschenko sagte: „Ich sehe keinen Missbrauch von Staatssymbolen, da es sich nicht um ein Staatssymbol handelt.“
Sie war Vortragende bei der EuroCentralAsian Lesbian Conference (ELC), die 2017 in Wien und 2019 in Kiew stattfand.
Sie ist eine von 12 Menschenrechtsverteidigerinnen, die in der Kampagne #12 Frauen auf den Barrikaden des norwegischen Helsinki-Komitees vorgestellt wurden.
2021 wurde Olena Schewtschenko mit dem Human Rights Tulip prize (Menschenrechtstulpe) der niederländischen Regierung ausgezeichnet, der vom niederländischen Außenministerium initiiert wurde. Seit 2008 wird der Preis jährlich an Menschenrechtsverteidiger und Menschenrechtsorganisationen verliehen.
Schewtschenko schätzt die Situation von LGBTIQ-Personen aufgrund des russischen Überfalls auf die Ukraine im Februar 2022 folgendermaßen ein: „Russland kommt mit seinen ‚traditionellen Werten‘ und wird Jagd auf uns machen, auf diejenigen, die für sein böses Imperium gefährlich sind. Ich habe gehört, dass sie bereits Listen von Aktivisten haben, die zuerst verfolgt werden, und ich bin sicher, dass LGBTQI+-Aktivisten auf diesen Listen stehen.“
Das Time Magazin hat Olena Schewtschenko 2023 als eine von zwölf Women Of The Year ausgezeichnet. In einem Interview mit der Time sprach sie über ihr Engagement während des andauernden Krieges in der Ukraine und über die angespannte Situation für Frauen und Personen der LGBTQI Szene: „Warum sprechen Sie nur über Frauen? Warum nicht über Männer? Warum nicht alle?“, sagt sie und schildert die Argumente, die ihr regelmäßig begegnen. In Wirklichkeit, so sagt sie, sind diese Gemeinschaften während des Krieges besonders verletzlich: LGBTQI-Personen werden von ihren ukrainischen Mitbürgern heftig diskriminiert; die meisten humanitären Hilfsleistungen berücksichtigen keine Menschen mit Behinderungen; und „das Ausmaß der sexuellen Gewalt während des Krieges ist unvorstellbar.“

## Auszeichnungen
- 2021: Human Rights Tulip prize der niederländischen Regierung
- 2023: Aufnahme in die Lister der zwölf Women Of The Year des Time Magazins

## Publikationen (Auswahl)
- mit Yuri Frank: ABC of LGBT Rights. Published with the support of the Norwegian Helsinki committee 2014 online